# Oberstaufen Cup 2014
L'Oberstaufen Cup 2014 è stato un torneo di tennis facente parte della categoria ATP Challenger Tour nell'ambito dell'ATP Challenger Tour 2014. È stata la 23ª edizione del torneo che si è giocato a Oberstaufen in Germania dal 21 al 27 luglio 2014 su campi in terra rossa e aveva un montepremi di 35 000 €+H.

## Partecipanti singolare

### Teste di serie
| Nazionalità | Giocatore           | Ranking* | Testa di serie |
| ----------- | ------------------- | -------- | -------------- |
| Italia      | Simone Bolelli      | 109      | 1              |
| Germania    | Peter Gojowczyk     | 115      | 2              |
| Germania    | Andreas Beck        | 118      | 3              |
| Germania    | Michael Berrer      | 134      | 4              |
| Polonia     | Michał Przysiężny   | 144      | 5              |
| Ungheria    | Márton Fucsovics    | 166      | 6              |
| Slovacchia  | Miloslav Mečíř, Jr. | 176      | 7              |
| Austria     | Martin Fischer      | 179      | 8              |

- Ranking al 14 luglio 2014.

### Altri partecipanti
Giocatori che hanno ricevuto una wild card:
- Simone Bolelli
- Philipp Petzschner
- Kevin Krawietz
- Johannes Härteis

Giocatori che sono passati dalle qualificazioni:
- Gibril Diarra
- Jozef Kovalík
- Wesley Koolhof
- Andriej Kapaś

## Partecipanti doppio

### Teste di serie
| Nazionalità | Giocatore       | Nazionalità | Giocatore         | Ranking* | Testa di serie |
| ----------- | --------------- | ----------- | ----------------- | -------- | -------------- |
| Italia      | Riccardo Ghedin | Italia      | Claudio Grassi    | 253      | 1              |
| Moldavia    | Radu Albot      | Polonia     | Mateusz Kowalczyk | 273      | 2              |
| Paesi Bassi | Wesley Koolhof  | Italia      | Alessandro Motti  | 306      | 3              |
| Polonia     | Andriej Kapaś   | Polonia     | Błażej Koniusz    | 417      | 4              |

- Ranking al 14 luglio 2014.

### Altri partecipanti
Coppie che hanno ricevuto una wild card:
- Gibril Diarra /  Jozef Kovalík
- Maciej Smola /  Antonio Veić

## Vincitori

### Singolare
Simone Bolelli ha battuto in finale  Michael Berrer con il punteggio di 6–4, 7–6(2)

### Doppio
Wesley Koolhof /  Alessandro Motti hanno battuto in finale  Radu Albot /  Mateusz Kowalczyk con il punteggio di 7–6(7), 6–3